# Macrobrochis notabilis
Macrobrochis notabilis är en fjärilsart som beskrevs av Kishida 1992. Macrobrochis notabilis ingår i släktet Macrobrochis och familjen björnspinnare. Inga underarter finns listade i Catalogue of Life.